# Language Learning
A Language Learning (magyarul: Nyelvtanulás) egy recenzált tudományos folyóirat, amelyet negyedévente tesz közzé Wiley-Blackwell a Michigan Egyetem Nyelvtanulási Kutató Klubja nevében. A főszerkesztő Nick Ellis (Michigan Egyetem). 
A Language Learning a "nyelvtanulás alapvető elméleti kérdéseire, például a gyermekek nyelvtanulására, a második és az idegen nyelv elsajátítására, a nyelvoktatásra, a kétnyelvűségre, az írástudásra, az elme és agy nyelvi reprezentációjára, kultúrájára, megismerésére, pragmatikájára és csoportközi kapcsolatokra" vonatkozik. A folyóirat két éves kiegészítéssel rendelkezik: a Best of Language Learning sorozat és a Language Learning Monograph sorozat. Egy kétéves monográfiával, a Nyelvtanulás-Max Planck Intézet kognitív idegtudományi sorozattal együtt jelenik meg. 
A Journal Citation Reports szerint a folyóirat 2011. évi hatástényezője 1,218, a "Nyelvészet" kategóriában 161 folyóirat közül a 26. és az "Oktatás és oktatási kutatás" kategóriában a 203 folyóiratból a 26. helyre rangsorolva.

## Szerkesztőbizottság
- Főszerkesztő: Nick Ellis
- Folyóirat szerkesztő: Pavel Trofimovich
- Társult folyóirat-szerkesztő: Emma Marsden
- Társult folyóirat-szerkesztő: Kara Morgan-Short
- Társult folyóirat-szerkesztő: Scott Crossley
- A különleges tematikus kiadók szerkesztője: Kormos Judit
- Aktuális nyelvtanulás-sorozat szerkesztője és társult főszerkesztő: Lourdes Ortega
- LL kognitív idegtudomány sorozat szerkesztő: Guillaume Thierry
- Ügyvezetõ igazgató: Scott Jarvis
- Társult ügyvezető igazgató: Jeff Connor-Linton

## Fordítás
- Ez a szócikk részben vagy egészben  a   Language Learning (journal) című angol Wikipédia-szócikk ezen változatának fordításán alapul.  Az eredeti cikk szerkesztőit annak laptörténete sorolja fel. Ez a jelzés csupán a megfogalmazás eredetét és a szerzői jogokat jelzi, nem szolgál a cikkben szereplő információk forrásmegjelöléseként.